# Sailor Roberts
Brian Roberts, detto Sailor (7 marzo 1931 – 23 giugno 1995), è stato un giocatore di poker statunitense, campione del mondo nel 1975 e membro del Poker Hall of Fame.

## Biografia
Prima di divenire un professionista del poker, Roberts aveva viaggiato negli Stati Uniti in cerca di gioco insieme a leggende come Doyle Brunson e Amarillo Slim. Oltre a essere riconosciuto come abile giocatore di poker, si ricorda che fu anche un campione di bridge. Roberts deve il suo soprannome al fatto di aver servito nella marina statunitense durante la guerra di Corea.
Roberts vinse il Main Event delle WSOP 1975, conquistando così il suo secondo braccialetto e 210.000$. Il primo lo aveva vinto alle World Series of Poker 1974 in un torneo di Deuce to seven con buy-in da 5.000$. Morì per una sclerosi provocata da un'epatite. Nel 2012 è stato inserito nel Poker Hall of Fame.

## Braccialetti World Series of Poker
| Anno | Torneo                                        | Premio (US$) |
| ---- | --------------------------------------------- | ------------ |
| 1974 | $5.000 No Limit Deuce to Seven Draw           | $35.850      |
| 1975 | $10.000 Championship Event - No Limit Hold'em | $220.000     |